# Дамский широкохвостый лори
Дамский широкохвостый лори (лат. Lorius lory) — птица семейства Psittaculidae.

## Внешний вид
Длина тела около 31 см; вес 150—200 г. Окраска оперения состоит из красных, голубых и зелёных цветов. Голова в верхней части сине-чёрная. Верхняя часть спины, грудь, брюшко и нижние кроющие перья хвоста синие. Перевязь на затылке, щёки, горло, бока, нижняя часть спины и нижние кроющие перья крыла ярко-красные. Крылья зелёные с пятнами оливково-жёлтого цвета. Внешне самец от самки не отличается.

## Распространение
Обитают на Новой Гвинее и прилегающих островах.

## Образ жизни
Населяют равнинные леса, пальмовые рощи, иногда горные леса до высоты 1000 (максимально 1750) м над ур. моря. Живут небольшими семейными группами. Питаются цветами, почками, незрелыми семенами, личинками и насекомыми. Особенно любят цветы вьющихся растений из рода Freycinetia (Pandanaceae).

## Размножение
Самка откладывает 2 яйца и сама их высиживает. Самец её кормит. Птенцы вылупляются на 25—26 день. Через 8—10 недель покидают гнездо, но родители некоторое время их ещё подкармливают.

## Содержание
В Европу впервые были завезены в 1874 году. Среди этого вида встречаются довольно сообразительные попугаи, способные научиться говорить много слов, однако они крикливы, голос их резкий и громкий. В неволе могут жить довольно долго.

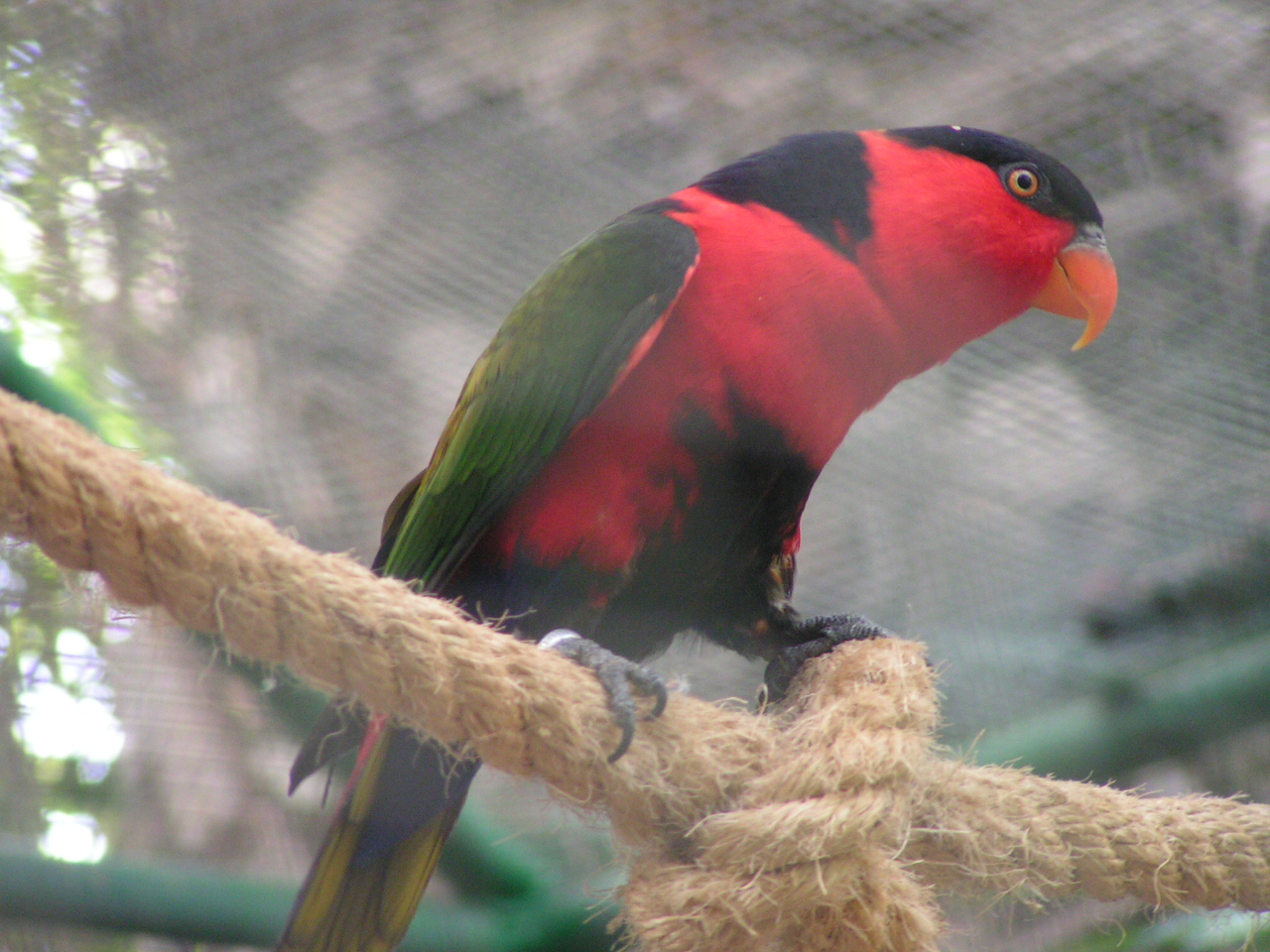

## Классификация
Вид включает в себя 7 подвидов:
- Lorius lory cyanuchen (S. Muller, 1841)
- Lorius lory erythrothorax Salvadori, 1877
- Lorius lory jobiensis (A. B. Meyer, 1874)
- Lorius lory lory (Linnaeus, 1758) — номинативный подвид.
- Lorius lory salvadorii A. B. Meyer, 1891
- Lorius lory somu (Diamond, 1967)
- Lorius lory viddicrissalis Beaufort, 1909